# Congers
Congers är en så kallad census-designated place i kommunen Clarkstown i Rockland County i delstaten New York. Vid 2010 års folkräkning hade Congers 8 363 invånare.

## Kända personer från Congers
- Bill Drescher, basebollspelare